# Persone di nome Eleanor
| Questa pagina contiene informazioni ricavate automaticamente dalle voci biografiche con l'ausilio del template Bio e di un bot. L'aggiornamento è periodico e automatico e ricostruisce completamente la pagina. Se manca una persona in questa lista, sei pregato di non aggiungerla, ma accertati piuttosto che la sua voce biografica contenga il template Bio e che i dati anagrafici siano correttamente compilati. Se il template Bio manca, inseriscilo tu stesso o, in alternativa, metti l'avviso {{tmp\|Bio}} che ne segnala la mancanza. Se i dati riportati sono sbagliati, correggi direttamente la voce biografica; le modifiche saranno visibili in questa lista entro pochi giorni. Per chiarimenti vedi il progetto antroponimi. La lista contiene solo le 65 persone che sono citate nell'enciclopedia e per le quali è stato implementato correttamente il template Bio. Pagina aggiornata al 23 mag 2025. |

Questa è una lista di persone presenti nell'enciclopedia che hanno il nome Eleanor, suddivise per attività principale.

## Altiste(1)
- Eleanor Patterson, altista australiana (Leongatha, n. 1996)

## Astronome(2)
- Margaret Burbidge, astronoma e astrofisica britannica (Davenport, n. 1919 - San Francisco, † 2020)
- Eleanor Francis Helin, astronoma statunitense (n. 1932 - † 2009)

## Attrici(15)
- June Allyson, attrice, cantante e ballerina statunitense (New York, n. 1917 - Ojai, † 2006)
- Eleanor Audley, attrice e doppiatrice statunitense (New York, n. 1905 - North Hollywood, † 1991)
- Ellie Bamber, attrice britannica (Surrey, n. 1997)
- Eleanor Blanchard, attrice statunitense (n. 1886)
- Eleanor Boardman, attrice statunitense (Filadelfia, n. 1898 - Santa Barbara, † 1991)
- Eleanor Bron, attrice e sceneggiatrice britannica (Stanmore, n. 1938)
- Eleanor Caines, attrice statunitense (Filadelfia, n. 1880 - Filadelfia, † 1913)
- Frances Callier, attrice statunitense (n. 1969)
- Eleanor Kahn, attrice statunitense (New York, n. 1903 - Rochester, † 1982)
- Ellie Kendrick, attrice britannica (Londra, n. 1990)
- Eleanor Matsuura, attrice e doppiatrice giapponese (Tokyo, n. 1983)
- Eleanor Parker, attrice statunitense (Cedarville, n. 1922 - Palm Springs, † 2013)
- Eleanor Powell, attrice e ballerina statunitense (Springfield, n. 1912 - Beverly Hills, † 1982)
- Eleanor Tomlinson, attrice britannica (Beverley, n. 1992)
- Eleanor Worthington Cox, attrice e cantante britannica (Merseyside, n. 2001)

## Attrici teatrali(1)
- Nell Gwyn, attrice teatrale inglese (Hereford, n. 1650 - Londra, † 1687)

## Cantanti(2)
- Eleanor Friedberger, cantante e polistrumentista statunitense (Oak Park, n. 1976)
- Cristy Lane, cantante statunitense (Peoria, n. 1940)

## Cantautrici(2)
- Ellie Greenwich, cantautrice e produttrice discografica statunitense (Brooklyn, n. 1940 - New York, † 2009)
- Eleanor McEvoy, cantautrice irlandese (Dublino, n. 1967)

## Criminologhe(1)
- Eleanor Glueck, criminologa statunitense (New York, n. 1898 - Cambridge, † 1972)

## Filantrope(1)
- Eleanor Elkins Widener, filantropa statunitense (Filadelfia, n. 1861 - Parigi, † 1937)

## First lady(1)
- Rosalynn Carter, first lady statunitense (Plains, n. 1927 - Plains, † 2023)

## Giornaliste(1)
- Eleanor Clift, giornalista e scrittrice statunitense (New York, n. 1940)

## Insegnanti(1)
- Eleanor K. Baum, docente e ingegnere elettrico statunitense (n. 1940)

## Modelle(1)
- Elle Macpherson, supermodella, attrice e imprenditrice australiana (Killara, n. 1964)

## Nobildonne(1)
- Eleanor Neville, nobildonna inglese († 1472)

## Nobili(3)
- Eleanor Beauchamp, nobile inglese (Wedgenock, n. 1408 - Londra, † 1467)
- Eleanor Beaufort, nobile inglese (n. 1431 - † 1501)
- Eleanor Brandon, nobile britannica (Suffolk, n. 1519 - Penrith, † 1547)

## Nuotatrici(4)
- Ellie Faulkner, nuotatrice britannica (Sheffield, n. 1993)
- Eleanor Garatti, nuotatrice statunitense (San Francisco, n. 1909 - Orinda, † 1998)
- Eleanor Holm, nuotatrice e attrice statunitense (New York, n. 1913 - Miami, † 2004)
- Ellie Simmonds, ex nuotatrice inglese (Glossop, n. 1994)

## Pallavoliste(1)
- Eleanor Holthaus, pallavolista statunitense (Cold Spring, n. 2000)

## Pistard(1)
- Eleanor Dickinson, ex pistard e ciclista su strada britannica (Carlisle, n. 1998)

## Pittrici(2)
- Eleanor Fortescue-Brickdale, pittrice inglese (Londra, n. 1872 - Londra, † 1945)
- Kate Sperrey, pittrice neozelandese (Geelong, n. 1862 - Blenheim, † 1893)

## Poetesse(1)
- Eleanor Anne Porden, poetessa e scrittrice britannica (Londra, n. 1795 - † 1825)

## Politiche(2)
- Eleanor Holmes Norton, politica, avvocato e attivista statunitense (Washington, n. 1937)
- Eleanor Rathbone, politica britannica (Liverpool, n. 1872 - Londra, † 1946)

## Psicologhe(2)
- Eleanor J. Gibson, psicologa statunitense (Peoria, n. 1910 - Columbia, † 2002)
- Eleanor Rosch, psicologa statunitense (New York, n. 1938)

## Sacerdotesse(1)
- Eleanor Bone, sacerdotessa britannica (Londra, n. 1911 - Londra, † 2001)

## Schermitrici(1)
- Eleanor Harvey, schermitrice canadese (Hamilton, n. 1995)

## Sciatrici alpine(1)
- Eleanor Bennett, ex sciatrice alpina statunitense (n. 1942)

## Sciatrici freestyle(1)
- Eleanor Andrews, sciatrice freestyle statunitense (n. 2007)

## Scrittrici(10)
- Eleanor Hallowell Abbott, scrittrice statunitense (Cambridge, n. 1872 - Portsmouth, † 1958)
- Eleanor Arnason, scrittrice statunitense (New York, n. 1942)
- Eleanor Catton, scrittrice e sceneggiatrice neozelandese (London, n. 1985)
- Eleanor Dark, scrittrice australiana (Croydon, n. 1901 - Katoomba, † 1985)
- Eleanor Farjeon, scrittrice e poetessa britannica (Hampstead, n. 1881 - Hampstead, † 1965)
- Eleanor Gates, scrittrice e commediografa statunitense (Shakopee, n. 1874 - Los Angeles, † 1951)
- Eleanor Burford, scrittrice britannica (Londra, n. 1906 - † 1993)
- Eleanor H. Porter, scrittrice statunitense (Littleton, n. 1868 - Cambridge, † 1920)
- Eleanor Taylor Bland, scrittrice statunitense (Boston, n. 1944 - Waukegan, † 2010)
- Eleanor Thom, scrittrice scozzese (Londra, n. 1979)

## Soprani(1)
- Eleanor Steber, soprano statunitense (Wheeling, n. 1914 - Langhorne, † 1990)

## Triatlete(1)
- Lyn Lemaire, ex triatleta e ciclista su strada statunitense (Santa Monica, n. 1951)

## Ultramaratonete(1)
- Eleanor Robinson, ex ultramaratoneta e ex maratoneta britannica (n. 1947)

## Senza attività specificata(2)
- Eleanor Lambert, statunitense (Crawfordsville, n. 1903 - New York, † 2003)
- Eleanor Talbot, britannica († 1468)